# Francisco Mário
Francisco Mário, de son nom complet Francisco Mário Pinto da Silva est un footballeur portugais né le 21 octobre 1948 à Sesimbra. Il évoluait au poste d'attaquant.

## Biographie

### En club
Francisco Mário évolue au Portugal dans de nombreux clubs, notamment le Boavista FC,,.
Avec Boavista, il remporte la Coupe du Portugal à deux reprises en 1975 et 1976,.
Il dispute 230 matchs pour 35 buts marqués en première division portugaise durant 9 saisons,.

### En équipe nationale
International portugais, il reçoit quatre sélections en équipe du Portugal entre 1975 et 1977, pour aucun but marqué.
Son premier match est disputé le 8 juin 1975 dans le cadre des qualifications pour l'Euro 1976 contre Chypre (victoire 2-0 à Limassol).
Son deuxième match est joué toujours contre Chypre le 5 décembre 1976 cette fois dans le cadre des qualifications pour la Coupe du monde 1978 (victoire 2-1 à Limassol).
Il joue ses deux derniers matchs en amical. Le 22 décembre 1976, il joue contre l'Italie (victoire 2-1 à Lisbonne). Son dernier match est disputé le 30 mars 1977 contre la Suisse (victoire 1-0 à Funchal).

## Palmarès
Avec le Boavista FC  :
- Vainqueur de la Coupe du Portugal en 1975 et 1976